# Andreas Schillinger
Pour les articles homonymes, voir Schillinger.
Andreas Schillinger est un coureur cycliste allemand né le 13 juillet 1983 à Kümmersbruck, en Bavière, professionnel de 2006 à 2021.

## Biographie

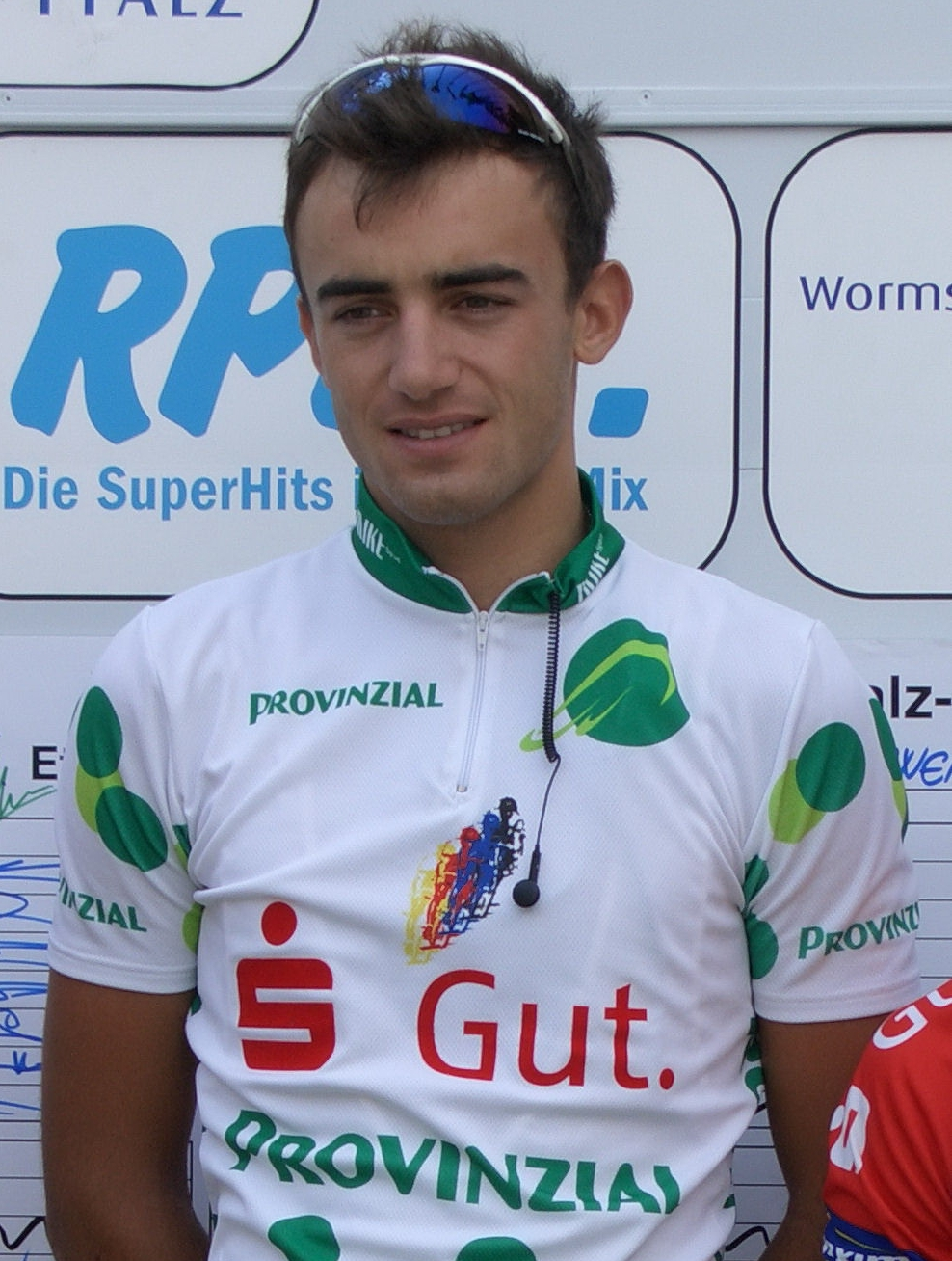
Andreas Schillinger lors du Tour de Rhénanie-Palatinat 2007.

Au mois d'août 2018 il termine second du Tour de République tchèque.
Fin juillet 2019, il est présélectionné pour représenter son pays aux championnats d'Europe de cyclisme sur route. Il s'adjuge à cette occasion la vingt-cinquième place de la course en ligne. Au sein de l'équipe allemande Bora-Hansgrohe, il a un rôle d'équipier du sprinteur Pascal Ackermann.
Lors d'un stage d'entraînement en janvier 2021 en Italie, Schillinger fait partie d'un groupe de 7 coureurs de l'équipe Bora-Hansgrohe qui est percuté par un automobiliste. Il est atteint de fractures à des vertèbres au niveau cervical et thoracique. Il ne récupère pas ses pleines capacités physiques et les séquelles de cet accident l'amènent à arrêter sa carrière en fin d'année.

## Palmarès
- 2003
  - 3e du championnat d'Allemagne du contre-la-montre espoirs
- 2005
  - 2e du Tour du Sachsenring
- 2006
  - Tour du Jura
  - 2e du Tour du Sachsenring
- 2007
  -  Champion d'Allemagne de la montagne
- 2008
  - 5e étape du Tour de Beauce
- 2009
  -  Champion d'Allemagne de la montagne[6]
  - Beverbeek Classic
  - 5e étape des Cinq anneaux de Moscou
  - 2e des Cinq anneaux de Moscou
- 2010
  - Prague-Karlovy Vary-Prague
  - 3e du championnat d'Allemagne sur route
- 2012
  - Tour de Nuremberg
  - 2e du Tour de Sebnitz
- 2013
  - 3e du Tour de Drenthe
- 2015
  - 3e du Tour de Cologne
- 2018
  - 1re étape du Czech Cycling Tour (contre-la-montre par équipes)
  - 2e du Czech Cycling Tour
- 2019
  - 3e du championnat d'Allemagne sur route

### Résultats sur les grands tours

#### Tour de France
3 participations 
- 2014 : 144e
- 2015 : non-partant (4e étape)
- 2016 : 154e

#### Tour d'Italie
2 participations
- 2012 : 154e
- 2018 : 139e

#### Tour d'Espagne
2 participations
- 2017 : 144e
- 2020 : 123e

### Classements mondiaux
| Année                                 | 2005 | 2006 | 2007 | 2008 | 2009 | 2010 | 2011 | 2012 | 2013 | 2014 | 2015 | 2016  | 2017  | 2018 | 2019 | 2020  | 2021  |
| ------------------------------------- | ---- | ---- | ---- | ---- | ---- | ---- | ---- | ---- | ---- | ---- | ---- | ----- | ----- | ---- | ---- | ----- | ----- |
| UCI World Tour                        |      |      |      |      |      |      |      |      |      |      |      | nc    | 403e  | 386e |      |       |       |
| Classement mondial                    |      |      |      |      |      |      |      |      |      |      |      | 1380e | 2322e | 663e | 521e | 1999e | 2123e |
| UCI Europe Tour                       | 525e | 153e | 548e | 556e | 198e | 155e | nc   | nc   | 398e | 926e | 349e | 1017e | nc    | 450e | 399e | 1459e | 1441e |
| UCI Asia Tour                         | nc   | nc   | nc   | nc   | 94e  | 208e | nc   | nc   | nc   | nc   | nc   | nc    | nc    | 445e |      |       |       |
| UCI America Tour                      | nc   | nc   | 315e | 189e | 310e | nc   | nc   | nc   | nc   | nc   | nc   | nc    | nc    | nc   |      |       |       |
|                                       |      |      |      |      |      |      |      |      |      |      |      |       |       |      |      |       |       |
| Légende : nc = non classéSource : UCI |      |      |      |      |      |      |      |      |      |      |      |       |       |      |      |       |       |